# گابور پولوشکئی
گابور پولوشکِئی (مجاری: Pölöskei Gábor؛ زادهٔ ۱۱ اکتبر ۱۹۶۰) بازیکن سابق و مربی فوتبال اهل مجارستان است.
از باشگاه‌هایی که در آن بازی کرده است می‌توان به باشگاه فوتبال دیوری ای‌تی‌او، باشگاه فوتبال فرنتس‌واروش، و باشگاه فوتبال ام‌تی‌کی بوداپست اشاره کرد.
وی همچنین در تیم ملی فوتبال مجارستان بازی کرده است.